# 铬酸钠
铬酸钠（化学式：Na2CrO4）是一种黄色固体，是铬酸形成的钠盐。铬酸钠用作石油工业中的腐蚀抑制剂、织物的染料助剂及木材防腐剂，在医药学中也有应用。它可由重铬酸钠与氢氧化钠反应制备，具潮解性，可生成四水、六水和十水合物。
铬酸钠中的铬为六价，具致癌性。
水溶液中它与重铬酸钠存在平衡，加酸有利于红色重铬酸钠的生成：
2 CrO42− + 2 H3O+ ⇌ Cr2O72− + 3 H2O
铬酸钠有强氧化性，溶于水且溶液呈微碱性。